# 五星街道 (盐城市)
五星街道，是中华人民共和国江苏省盐城市亭湖区下辖的一个乡镇级行政单位。

## 行政区划
五星街道下辖以下地区：
东闸新村社区、雅和社区、印汽社区、新河社区、新唐社区、城东社区、东闸村和五星村。